# Boxer (transportér)
Boxer je těžký kolový obrněný transportér, vyvinutý ve spolupráci Německa a Nizozemska. Cena tohoto vozidla činí přibližně 3 mil. euro za kus (2012).

## Historie
Vozidlo vyvinuly německé společnosti Krauss-Maffei Wegmann a Rheinmetall společně s nizozemskou společností Stork. Dodávka prvních z celkem 272 kusů obrněných transportérů Boxer pro Bundeswehr začala v září roku 2009. Ozbrojené síly Nizozemska obdržely první Boxery v roce 2011 (celkem bylo objednáno 200 kusů). Německo má za cíl, aby obrněné vozidlo Boxer (8×8) částečně nebo zcela nahradilo v Bundeswehru kolová vozidla TPz Fuchs (6×6), popř. pásová vozidla M113.
Vozidlo bylo např. použito německou armádou na misi v Afghánistánu. Také se účastnilo nizozemského vojenského cvičení Bohemia Bison ve vojenském prostoru Hradiště.

## Popis
Trup vozidla je dobře opancéřován a poskytuje v dané kategorii maximální stupeň balistické ochrany osádky, včetně odolnosti proti minám. Základ tvoří vícevrstvé pancéřování z ocelových plátů, které je doplněno panely (moduly) přídavného pancéřování. Bojová hmotnost vozidla činí 33 tun. Obrněný transportér Boxer je navržen tak, aby splňoval požadavky německého výstrojového a výzbrojového programu IdZ - Infanterist der Zukunft (voják budoucnosti), který má vojákovi zajistit mj. bezpečnou komunikaci, poskytnout mapovou zobrazovací soustavu kde je zachycena jeho pozice, pozice jeho kolegů, minových polí, nepřátel, kurs na cíl, apod.

## Verze
Vozidlo může plnit různé úkoly a má několik verzí:
- obrněný transportér
- bojové vozidlo pěchoty s 30mm kanónem
- velitelské stanoviště
- nákladní verze pro přepravu střeliva
- obrněné vyprošťovací vozidlo
- sanitka
- stíhač tanků
- Boxer Skyranger 30 – systém protivzdušné obrany krátkého dosahu

## Uživatelé
Německo
- Celkem se ve výzbroji nachází 403 strojů všech variant.

 Austrálie
- Objednáno 211 kusů, dodávány v rámci programu Land 400 Phase 2.

 Nizozemské království
- Dodáno 200, dodávky probíhaly mezi lety 2013-18.

 Litva
- Litevské ozbrojené síly roku 2016 objednaly 88 vozidel Boxer (v konfiguraci A2), přičemž později byl jejich počet zvýšen na 91. Po Německu a Nizozemsku se stala jejich třetím uživatelem. Vozidla tvoří výzbroj litevské mechanizované brigády „Železný vlk“ („Geležinis Vilkas“). Poslední vozidla země převzala 24. února 2024. V Litvě jsou pojmenována Vilkas. V květnu 2023 Litva objednala dalších 120 Boxerů. Tato vozidla umožní kompletní přezbrojení čtyř mechanizovaných praporů brigády Železný vlk.[3]

## Potenciální uživatelé
Alžírsko
- V licenci bude vyrobeno 500 strojů pro tamní ozbrojené síly.

 Spojené království
- Má být dodáno 528 vozidel.

## Fotogalerie

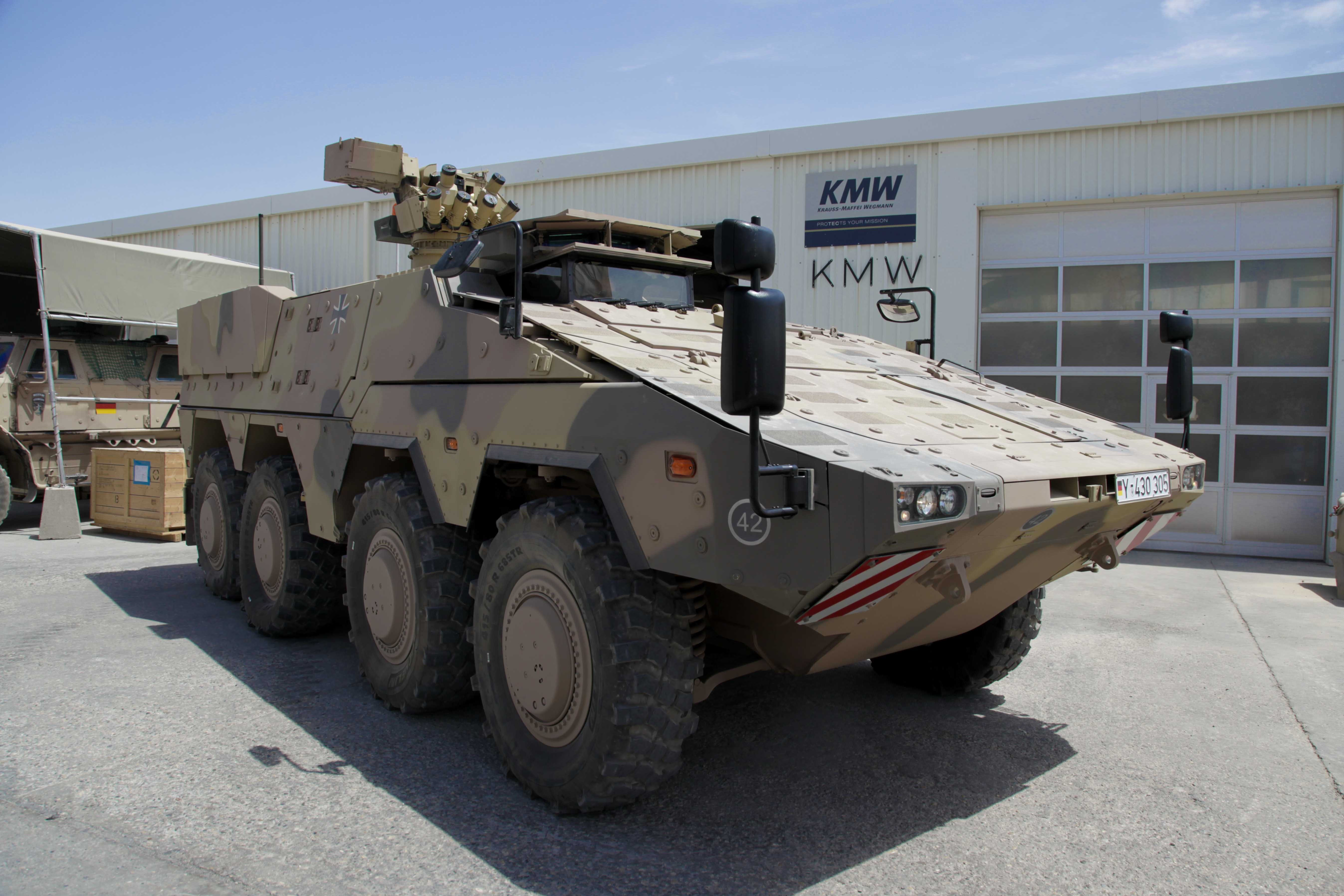
Boxer v Afghánistánu
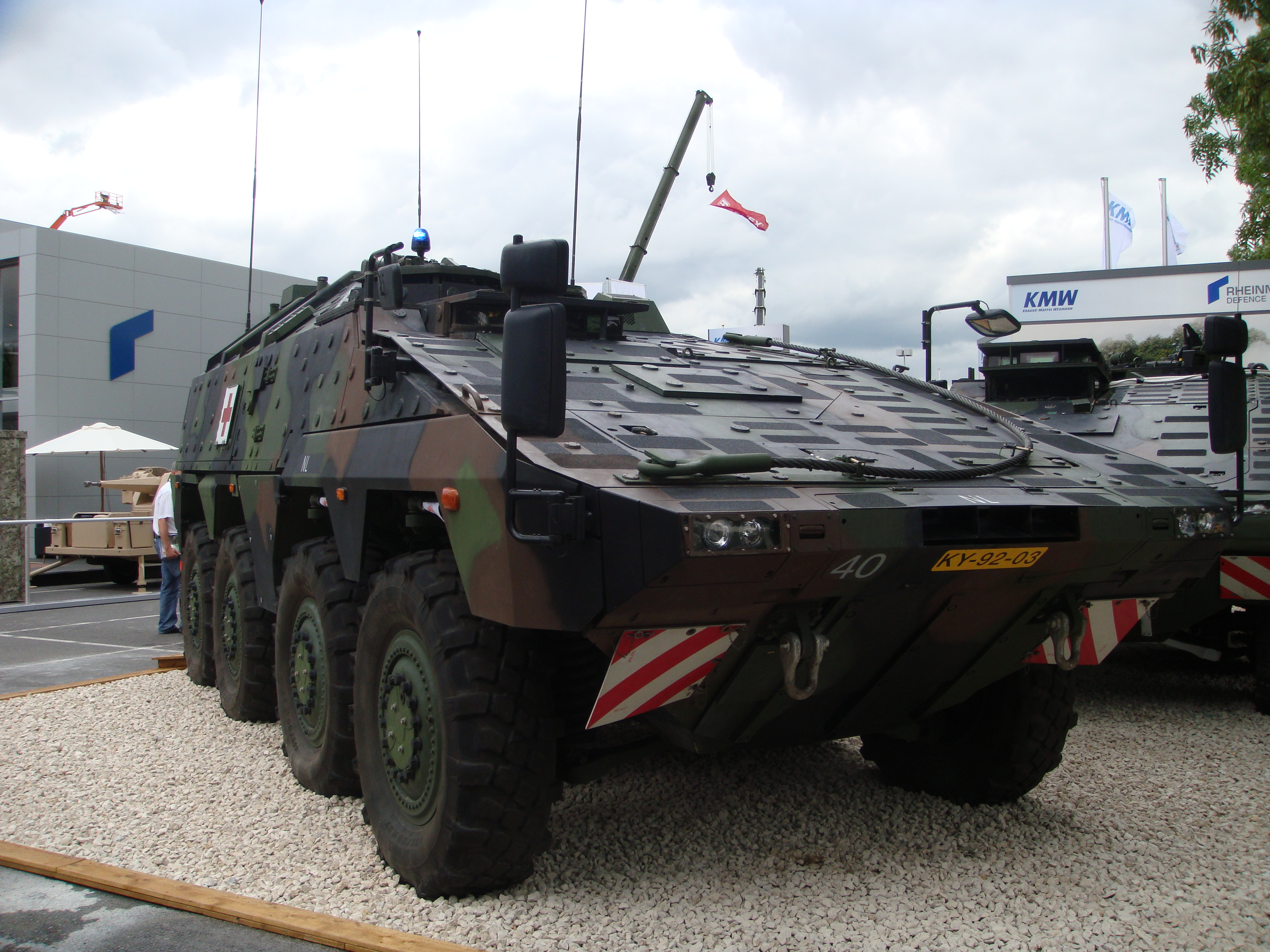
Ambulance
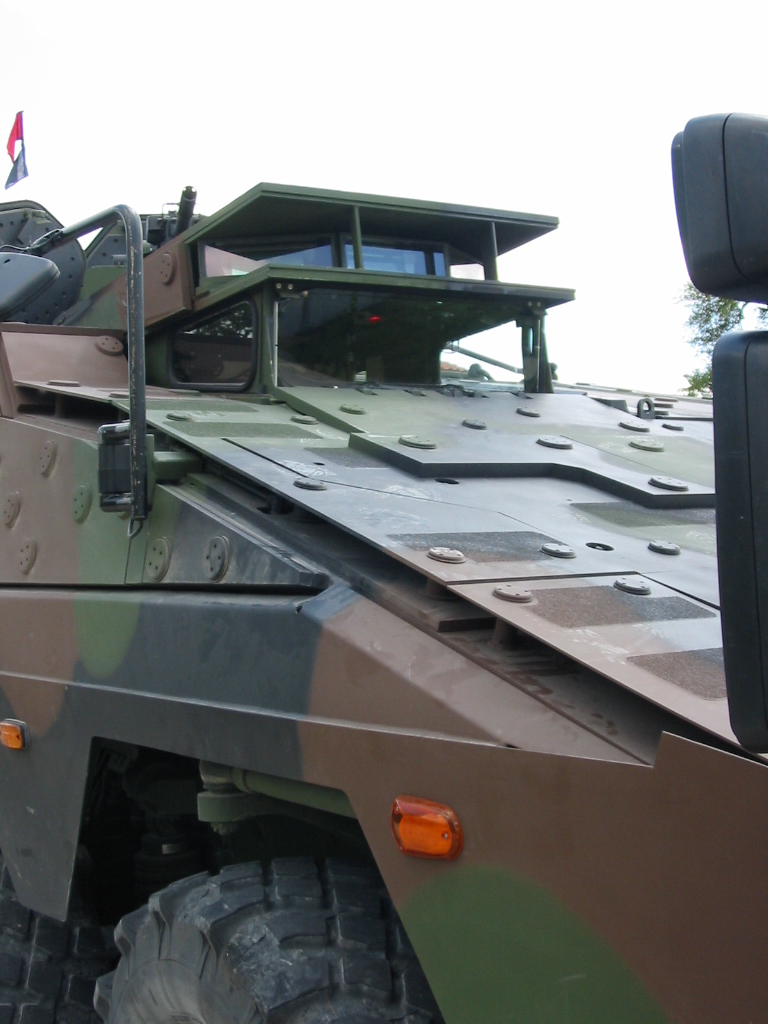
Nadzvednutý poklop
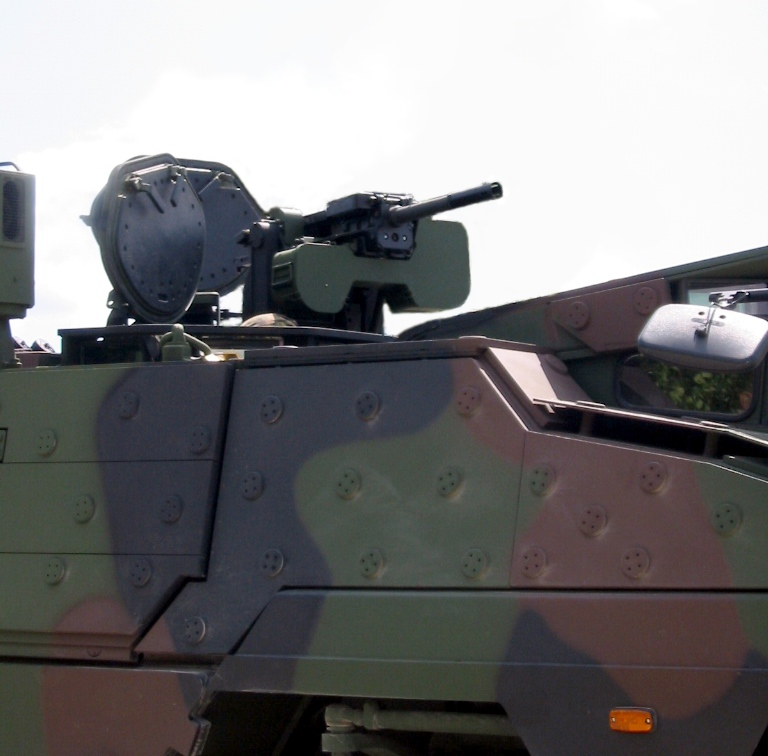
Pohled na zbraň
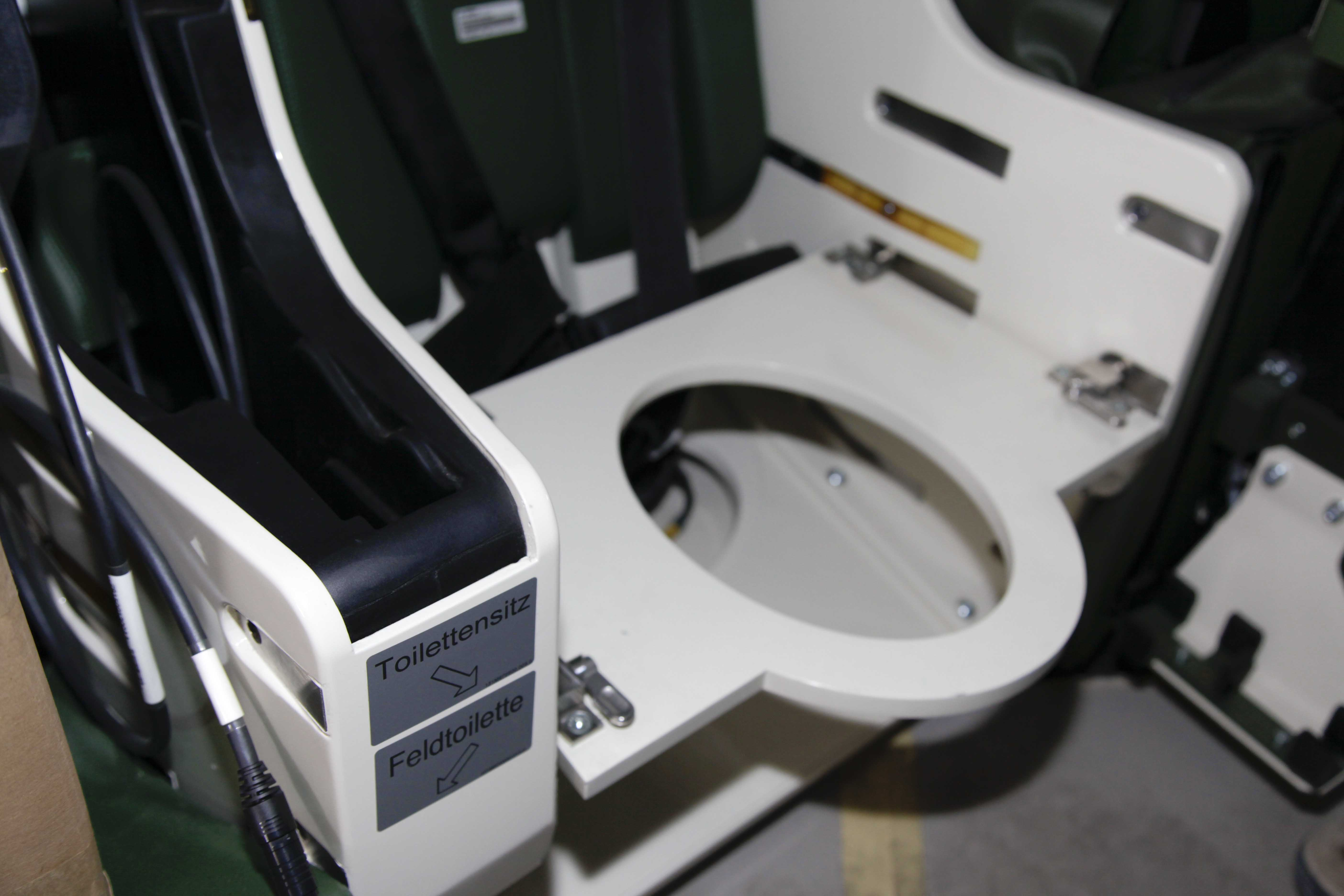
WC ve vozidle